# Michaił Michajłow
Michaił Jefimowicz Michajłow (Kacenelenbogen) (ros. Михаил Ефимович Михайлов (Каценеленбоген), ur. 4 maja 1902 w Pokrowie, zm. 1 sierpnia 1938) – radziecki polityk, działacz partyjny, zastępca członka (1934-1937) i członek KC WKP(b) (1937).

## Życiorys
Od marca 1918 do sierpnia 1919 organizator rejonowego komitetu Komsomołu w Moskwie, od stycznia 1919 członek RKP(b), od sierpnia do grudnia 1919 instruktor wydziału politycznego moskiewskiego gubernialnego komisariatu wojskowego, od grudnia 1919 do marca 1921 w Armii Czerwonej. Od marca do czerwca 1921 instruktor wydziału wojskowego moskiewskiego gubernialnego komitetu RKP(b), od czerwca 1921 do stycznia 1924 kierownik wydziału wojskowego, zastępca przewodniczącego wydziału organizacyjnego rejonowego komitetu RKP(b), kierownik wydziału organizacyjnego i sekretarz centrum partyjnego RKP(b) w Moskwie, od stycznia do marca 1924 kierownik wydziału wojskowego i zastępca przewodniczącego komitetu wykonawczego rady rejonowej w Moskwie. Od marca 1924 do marca 1925 sekretarz odpowiedzialny kołomienskiego komitetu powiatowego RKP(b), od marca 1925 do lutego 1926 kierownik Wydziału Organizacyjnego i p.o. sekretarza odpowiedzialnego Komitetu Obwodowego Komunistycznej Partii (bolszewików) Uzbekistanu w Ferganie, od 10 lutego 1926 do stycznia 1928 kierownik Wydziału Organizacyjnego KC KP(b)U, od czerwca 1927 do stycznia 1928 studiował w Komunistycznej Akademii przy Centralnym Komitecie Wykonawczym (CIK) ZSRR, od stycznia do października 1928 pomocnik kierownika Wydziału Organizacyjno-Dystrybucyjnego KC WKP(b). Od października 1928 instruktor odpowiedzialny, potem zastępca kierownika i od stycznia do września 1930 I zastępca Wydziału ds. Pracy na Wsi KC WKP(b), kierownik sektora Wydziału Agitacji i Masowych Kampanii KC WKP(b), od września 1930 do marca 1931 studiował w Agrarnym Instytucie Czerwonej Profesury, od marca 1931 do stycznia 1932 kierownik Wydziału Organizacyjnego Komitetu Obwodowego WKP(b) w Moskwie. Od stycznia 1932 do lutego 1934 sekretarz Moskiewskiego Komitetu Obwodowego WKP(b) ds. Gospodarki Rolnej, od lutego 1934 do stycznia 1935 III sekretarz Moskiewskiego Komitetu Obwodowego WKP(b), od 14 lutego do 10 czerwca 1935 przewodniczący Biura Organizacyjnego KC WKP(b) na obwód kaliniński, od czerwca 1935 do 2 lipca 1937 I sekretarz Komitetu Obwodowego WKP(b) w Kalininie (Twerze). Od 10 lutego 1934 do 12 października 1937 zastępca członka KC WKP(b), od 11 lipca do listopada 1937 p.o. I sekretarza Komitetu Obwodowego WKP(b) w Woroneżu, od 12 października do 8 grudnia 1937 członek KC WKP(b). Odznaczony Orderem Lenina (20 grudnia 1935) i Orderem Pracy Uzbeckiej SRR (1926).
10 listopada 1937 aresztowany, 1 sierpnia 1938 skazany na śmierć przez Kolegium Wojskowe Sądu Najwyższego ZSRR "za przynależność do kontrrewolucyjnej organizacji terrorystycznej" i rozstrzelany. 4 grudnia 1954 pośmiertnie zrehabilitowany.